# Умаров Султан Умарович
Султан Умарович Умаров (24 серпня 1908, місто Ходжент, тепер місто Худжанд, Таджикистан — 6 травня 1964, місто Душанбе, тепер Таджикистан) — радянський таджицький і узбецький державний діяч, вчений-фізик, заступник голови Ради народних комісарів Узбецької РСР, президент Академії наук Таджицької РСР. Депутат Верховної ради Узбецької РСР 2-го скликання. Депутат Верховної Ради СРСР 5—6-го скликань. Доктор фізико-математичних наук, професор (з 1949), академік Академії наук Узбецької РСР (з 1943) та академік Академії наук Таджицької РСР (з 1957).

## Життєпис
З 1923 по 1927 рік навчався в Ташкентському педагогічному технікумі (інституті). З 1927 року — асистент, студент Самаркандської педагогічної академії.
У 1930 році закінчив Самаркандську педагогічну академію. У 1931—1932 роках — в.о. доцента Узбецького державного університету в Самарканді.
У 1936 році закінчив аспірантуру Ленінградського державного університету.
У 1936—1941 роках — доцент фізико-математичного факультету Узбецького державного університету в Самарканді.
У 1941—1942 роках — заступник директора, директор Ташкентського педагогічного інституту.
У 1942—1943 роках — ректор і завідувач кафедри теоретичної фізики Середньоазіатського державного університету в Ташкенті.
Член ВКП(б) з 1943 року.
У 1943—1945 роках — заступник голови Ради народних комісарів Узбецької РСР.
У 1945—1950 роках — ректор Середньоазіатського державного університету в Ташкенті. Одночасно, до 1956 року — завідувач кафедри теоретичної фізики Середньоазіатського державного університету.
У 1950—1956 роках — завідувач відділу теоретичної фізики Фізико-технічного інституту Академії наук Узбецької РСР. У 1956—1957 роках — директор Фізико-технічного інституту Академії наук Узбецької РСР.
У 1957 — 6 травня 1964 року — президент Академії наук Таджицької РСР.
Основні наукові праці стосуються кінетичної теорії, фізичної електроніки, теорії роботи напівпровідникових приладів.
Помер 6 травня 1964 року в Душанбе, похований на Центральному кладовищі.

## Нагороди
- орден Леніна
- два ордени Трудового Червоного Прапора
- медалі
- Заслужений діяч науки Таджицької РСР